# Як не крути — програєш
Як не крути — програєш (англ. Every Which Way But Loose) — американський комедійний бойовик 1978 року режисера Джеймса Фарго.

## Сюжет
Філон Беддо — найкращий кулачний боєць на всьому Заході, чим і заробляє собі на життя. Найкращий друг і напарник Беддо — орангутан на ім'я Клайд. Філон закохується в примхливу співачку, через яку він, власне, і пускається в подорож. Особливих перешкод на шляху відчайдушного героя немає, якщо не брати до уваги банду байкерів, двох підлих поліцейських і легендарного забіяку Мердока на прізвисько «Танк».

## У ролях
| Актор             | Роль              |
| ----------------- | ----------------- |
| Клінт Іствуд      | Філон Беддо       |
| Сондра Лок        | Лінн Гелсі-Тейлор |
| Джеффрі Льюїс     | Орвілл            |
| Беверлі Д'Анджело | Ехо               |
| Волтер Барнс      | Танк Мердок       |
| Джордж Чандлер    | клерк             |
| Рой Дженсон       | Вуді              |
| Джеймс Макічін    | Герб              |
| Білл Маккінні     | Даллас            |
| Вільям О'Коннелл  | Елмо              |
| Джон Квейд        | Чолла             |
| Ден Вадіс         | Френк             |
| Грегорі Велкотт   | Патнам            |
| Рут Гордон        | Ма                |